# Клеандър (тиран)
Клеандър (на старогръцки: Κλέανδρος) е тиран, който управлява сицилианския град Гела в края на 6 век пр.н.е.

## Управление
До 505 г. пр.н.е. Гела се управлява от олигархия, но през тази година Клеандър успява да вземе властта в свои ръце и да се установи като едноличен владетел. С този акт той поставя началото на династията на Пантаридите, която е кръстена на неговия баща Пантар (Pantares).
Неговото управление продължава седем години и вероятно е свързано с изграждането на първите крепостни стени на Гела, но през 498 г. пр.н.е. Клеандър е убит от жител на града, който желае установяването на демократично управление. Вместо това властта е поета от Хипократ, който е брат на Клеандър.
Управлението на Клеандър, а след него и на неговия брат са свързани със „златна ера“ в историята на Гела.